# Франкополь
Франкополь (укр. Франкопіль) — село в Корецкой городской общине Ровненского района Ровненской области Украины.
Население по переписи 2001 года составляло 183 человека. Почтовый индекс — 34710. Телефонный код — 3651.

## История
В 1946 г. Указом Президиума ВС УССР хутор Франкополь переименован в Зелёный.
До 2020 года входило в Корецкий район.